# Louisine Havemeyer
Louisine Waldron Elder Havemeyer (født 28. juli 1855, død 6. januar 1929) var en amerikansk kunstsamler, feminist og filantrop. Hun var især kendt som protektor for impressionist-bevægelsen i USA, men var desuden en af de mere prominente inden for bevægelsen for kvinders valgret. Den impressionistiske maler Edgar Degas og feministen Alice Paul var blandt dem, der nød godt af hendes støtte.

## Baggrund og opvækst
Louisine Waldron Elder blev født i New York City som datter af købmand George W. Elder (1831-1873) og hans hustru Matilda Adelaide Waldron (1834-1907). Hun var næstældst af fire, storesøsteren Anne Eliza (1853-1917) og de yngre søskende Adaline Deliverance Mapes Elder (1859-1943) samt George Waldron Elder (1860-1916).

## Livet i Paris
Kort efter hendes fars død rejste Louisine Elder sammen med sin familie til Europa på en tre års tur. De drog af sted på S.S. Calabria 25. maj 1873 sammen med flere medlemmer uden for den nærmeste familie: Tante Amanda McCready og hendes nærmeste familie og kusine Mary Mapes Dodge, redaktør på St. Nicholas Magazine og forfatter til Hans Brinker, The Silver Skates. Sidstnævntes søster, Sophie Mapes Tolles boede i Paris med sin veninde Emily Sartain, og hun studerede kunst i Évariste Vital Luminais' atelier. De var indlogeret på et pensionat tilhørende madame Delsarte, enke efter François Delsarte, en berømt pædagog inden for kunsten at udtrykke sig, og det var på den tid, Sartain præsenterede Louisine Elder for Mary Cassatt. De unge Philadelphia-kvinder, Sartain og Cassatt, havde studeret sammen på Pennsylvania Academy of the Fine Arts i begyndelsen af 1860'erne og var sammen rejst til Europa i efteråret 1871. Cassatt tog nu den unge Louisine Elder under sine vinger og blev mentor for hende, idet hun opmuntrede hende til at købe sit første kunstværk, en pastel af Edgar Degas. Som tiden gik, og ikke mindst efter Louisine ægteskab med Henry O. Havemeyer, blev Cassatt rådgiver for Havemeyers opbygning af en kunstsamling, ligesom hun hjalp med til at skabe et arbejdsfællesskab mellem dem og en række impressionistiske kunstnere som Degas, Édouard Manet, Claude Monet og Camille Pissarro. Der udviklede sig et livslangt venskab mellem Louisine Havemeyer og Mary Cassatt, som malede en række pasteller af Louisine og hendes børn.

## Kunstsamling
Sammen med sin mand kom Louisine Havemeyer til at opbygge en af de fineste kunstsamlinger i USA. Hendes treetagers palæ på hjørnet af Fifth Avenue og West 66th Street i New York var fuldt af nogle af de allerfineste værker af Manet, El Greco, Rembrandt og Corot. Huset var indrettet  1889-90 af Louis Comfort Tiffany og Samuel Colman, der udviklede det til et elegant fremvisningssted for deres protektors righoldige og vigtige samlinger. Blandt Havemeyers ligesindede, som de målte sig med inden for kunstsamling, var Harry Clay Frick, J.P. Morgan og Isabella Stewart Gardner.

## Privatliv
Ti år efter at hendes far døde, giftede Louisine sig 22. august 1883 med Henry Osborne Havemeyer, direktør for American Sugar Refining Company. Før dette ægteskab havde Henry Havemeyer været gift med Louisines tante, Mary Louise Elder, men dette ægteskab endte hurtigt med skilsmisse.
Louisine og Henry Havemeyer fik tre børn: Adaline Havemeyer (1884-1963), senere gift med Peter Frelinghuysen, Jr., Horace Havemeyer (1886-1956) og Electra Havemeyer (1888-1960), senere gift med James Watson Webb. 

## Eftermæle
Ud over at være kendt som protektor for impressionisterne og stor kunstsamler var Louisine Havemeyer kendt som fortaler for kvinders rettigheder.

### Aktivisme for kvinders valgret
Efter mandens død i 1907 koncentrerede Louisine Havemeyer sig om arbejdet i bevægelsen for kvinders valgret. I 1912 udlånte hun en del af sin kunstsamling til Knoedlers  galleri i New York for at indsamle penge til denne sag. I 1913 etablerede hun Women's National Party sammen med den radikale kvindesagsforkæmper Lucy Paul (først kaldt "Congressional Union for Woman Suffrage"). I 1916 gentog hun kunstudstillingen hos Knoedler for at indsamle penge.
Med økonomisk opbakning fra Havemeyer og andre som hende satte Lucy Paul gang i en stadig mere konfrontatorisk serie af protester, der agiterede for stemmeret for kvinder. Louisine Havemeyer blev selv en velkendt kvindeforkæmper, og hun fik offentliggjort to artikler om sit arbejde for sagen i Scribner's Magazine. Den første med titlen "Fængselsturneen: En militant husker tilbage" kom i maj 1922, og den anden, "Valgretsfaklen: En militant husker tilbage" i juni samme år. Hun havde deltaget i marcher ned af Fifth Avenue i New York og holdt tale i Carnegie Hall for et stående publikum som kulmination på en landsdækkende foredragsrundrejse. Et kendt billede viser fru Havemeyer med en elektrisk fakkel i stil med den i Frihedsgudindens hånd sammen med andre kendte forkæmpere for kvinders valgret. Hendes forsøg på at brænde en statue af præsident Wilson uden for det Hvide Hus i 1919 vakte opmærksomhed over hele landet.

### Familien
Louisine Havemeyer døde i 1929 efter en periode med forringet helbred. Hun er begravet på Green-Wood-kirkegården i Brooklyn i New York City. I sit testamente efterlod hun nogle af sine malerier til Metropolitan Museum of Art. Den endelige arv kom på grund af stor generøsitet fra hendes børn til at omfatte næsten to tusinde kunstværker, som nu udgør et væsentligt element i stort set alle museets samlinger.
Mange Tiffany-genstande fra hendes hjem på Fifth Avenue, heriblandt en vidunderlig påfugledekoration fra en kaminhylde samt en lysekrone er del af en permanent udstilling på University of Michigan Museum of Art. Nogle af møblerne fra musikværelset kan ses på Shelburne Museum.
Louisine Havemeyers børn fortsatte deres forældres indsats som kunstsamlere. Datteren Electra Havemeyer Webb samlede på amerikansk kunst, både professionel og folkelig, og hendes samling dannede grundlaget for Shelburne Museum. Museet præsenterer en "samling af samlinger" af eksempler på tidlige amerikanske boliger og offentlige bygninger, heriblandt en købmandsbutik ("blandet landhandel"), et forsamlingshus, en bjælkehytte og oven i købet et dampskib, der er sat på land. Hendes barnebar, John Wilmerding, er kunstprofessor, samler og kurator, og han har skrevet flere bøger om amerikansk kunst. Louisines datter Adaline og søn Horace samt sønnesønnen Horace Havemeyer, Jr. har doneret adskillige værker af blandt andet  Vermeer, Goya, Corot og Manet til National Gallery of Art.

### Malerier doneret til Metropolitan Museum of Art
- Rembrandt: Portræt af Herman Doomer, ca. 1640
- Jacob Adriaensz Backer: Portræt af en gammel kvinde, 1640'erne
- El Greco: Kardinal Fernando Niño de Guevara
- Francisco Goya: Piger på balkonen, cirka 1808
- Edgar Degas: Kvinde får redt hår, cirka 1885
- Mary Cassatt: Mor og barn (Det ovale spejl)
- Édouard Manet: En matador, 1866-67
- Claude Monet: En buket solsikker, 1881